# Otolithoides
Cá sủ (Danh pháp khoa học: Otolithoides) là một chi cá trong Họ Cá lù đù (Sciaenidae). Nổi bật trong chi cá này chính là loài cá sủ vàng có giá trị rất lớn, cá sủ vàng rất quý hiếm, bong bóng của cá rất đặc biệt, được sử dụng làm nguyên liệu hữu cơ để sản xuất ra loại chỉ tự tiêu sử dụng trong phẫu thuật, không gây tổn thương đối với mô, giảm thiểu nguy cơ viêm nhiễm.

## Các loài
Chi cá này gồm 02 loài là: 
- Otolithoides biauritus (Cantor, 1849) - Cá sủ vàng
- Otolithoides pama (Hamilton, 1822)